# Господинци
Господинци (болг. Господинци) — село в Благоевградской области Болгарии. Входит в состав общины Гоце-Делчев. Находится примерно в 9 км к северу от центра города Гоце-Делчев и примерно в 67 км к юго-востоку от центра города Благоевград. По данным переписи населения 2011 года, в селе  проживало 508 человек, преобладающая национальность — болгары.

## Население
| Год     | 1934 | 1946 | 1956 | 1965 | 1975 | 1985 | 1992 | 2001 | 2011 |
| ------- | ---- | ---- | ---- | ---- | ---- | ---- | ---- | ---- | ---- |
| Жителей | 314  | 483  | 441  | 434  | 402  | 464  | 422  | 431  | 508  |

|  |